# Stacey Sher
Stacey Sher (Nova Iorque, 30 de novembro de 1962) é um produtora cinematográfica americana. Como reconhecimento, foi nomeada ao Oscar 2013 na categoria de Melhor Filme por Django Unchained.